# Castro Street (film)
Pour plus de détails, voir Fiche technique et Distribution.
Castro Street est un film documentaire expérimental américain réalisé par Bruce Baillie et sorti en 1966.

## Synopsis
Il n'y a aucun dialogue dans ce film non-narratif qui utilise les sons et les scènes d'une rue d'une ville, en l'occurrence Castro Street, près de la raffinerie de pétrole Standard Oil à Richmond, en Californie.

## Fiche technique
- Titre : Castro Street
- Réalisateur : Bruce Baillie
- Pays de production :  États-Unis
- Langue : aucune (sonore sans dialogue)
- Genre : documentaire expérimental
- Durée : 10 minutes

## Préservation par le National Film Registry
En 1992, le film est choisi par le National Film Registry pour être conservé à la Bibliothèque du Congrès pour son importance culturelle, historique ou esthétique.